# Game Face
Game Face war ein deutschsprachiges Computer- und Videospiele-Entwicklermagazin.

## Geschichte
Game Face erschien von Mai 2003 bis Februar 2008. Insgesamt erschienen 25 Ausgaben sowie ein Sonderheft zur Games Convention 2005.
Das Magazin befasste sich mit der kulturellen Relevanz von Computer- und Videospielen sowie mit der Entwicklung derselbigen. In der ersten Ausgabe wurde eine Übersicht der Entwickler in ganz Deutschland nach Bundesland erstellt.
2006 wurde ein Web-TV-Format mit Thorsten Wiedemann als Moderator gestartet. 2007 designte Constantin Rothenburg einen Relaunch. Anfang 2008 wurden die Rechte am Magazin an Crytek verkauft. Da der ehemalige Chefredakteur nicht für einen neuen Anlauf gewonnen worden konnte, wurde das Projekt eingestellt.
Zu den Autoren der Game Face gehörten unter anderem Malte G. Behrmann, Julian Kücklich, Michael Liebe, Oliver Pilarski, Steve Morell, Sascha Elias, Marc Hermann und Andreas Korn. Kreativ waren u. a. Anne Rottig, Julia Both, Klaus R. Zimmermann, Rian Heller, Christian Thomas, Dirk Merten, Alex Hatzlhoffer und Vincent Chmiel beteiligt.
Die Ausgaben von Game Face sind im Bundesarchiv, in der deutschen Kinemathek und in der Green Library der Stanford-Universität archiviert und können dort eingesehen werden.